# Contea di Lake (Tennessee)
La contea di Lake in inglese Lake County è una contea dello Stato del Tennessee, negli Stati Uniti. La popolazione al censimento del 2000 era di 7 954 abitanti. Il capoluogo di contea è Tiptonville.